# The American Way (film 1919)
The American Way è un film muto del 1919 diretto da Frank Reicher. La sceneggiatura di Wallace C. Clifton si basa su un soggetto scritto per il cinema da Florence C. Bolles.

## Trama
Richard Farrington, figlio di un lord inglese ma di madre americana, viene mandato a Long Island, a fare visita agli zii Van Allen. Mentre si trova lì, salva il gattino di una ragazza, Betty Winthrop che è la pupilla di Van Allen. Lui, quando le dà il proprio biglietto da visita, per errore le consegna quello di John Smithers, un baro di Yonkers che lo ha imbrogliato a Londra. Richard segue Betty nella tenuta di Van Allen. Sente così la ragazza mentre dichiara che lei sposerebbe un ladro americano piuttosto che un aristocratico inglese senza spina dorsale. Desiderando conquistarla, Richard mantiene segreta la propria identità. Mantenendo sempre quella di Smithers, diventa caposquadra dell'accampamento di boscaioli di suo zio. Al campo, Richard sventa un tentativo di fare saltare in aria un treno di legname. E poi salva anche la vita a Betty quando, lei, in canoa, si trova travolta dai tronchi portati dalla corrente. Infine, il giovane smaschera il complotto di quelli che vogliono sabotare l'impresa. Quando un detective cerca di arrestare Richard pensando che sia Smithers, lui rivela finalmente la propria identità. Dopo che Lord Farrington, suo padre, giunge a Long Island alla sua ricerca e ha garantito per lui, Betty accetta l'ormai americanizzato Richard come suo futuro marito.

## Produzione
Il film fu prodotto dalla World Film.

## Distribuzione
Il copyright del film, richiesto dalla World Film Corp., fu registrato l'11 luglio 1919 con il numero LU14067.
Distribuito dalla World Film, il film uscì nelle sale statunitensi il 7 luglio 1919. In Spagna, il film fu distribuito con il titolo Al estilo americano.
Non si conoscono copie ancora esistenti della pellicola che viene considerata presumibilmente perduta.